# Kubrat
Kubràt (in bulgaro: Кубрат; in greco: Κοβρᾶτος, Kούβρατος; anche Kurt, Kovrat, Kobrat, Kuvrat, Korbat, Qobrat, Khudbard, Kuvarog, Krovat, Kurbat e Bashtu; 605 circa – 665 circa) fu un sovrano della famiglia Dulo e capo della tribù degli Unogonduri, che unì i proto-bulgari al nord del Caucaso e del Mar Nero per realizzare una potente unione tribale chiamata Grande Bulgaria e conosciuta anche come Onoguria.

## Nome
Esistono varie ipotesi sull'origine del nome di questo primo sovrano proto-bulgaro. Secondo una teoria, il nome deriverebbe dal verbo turco qobrat/quvrat, che significa "raccogliere, unire". Un'altra ipotesi lo collega alla parola turca qurt, che indica il lupo. Nella Nominalia dei khan bulgari, il nome appare nella forma Kourt' (Коуртъ). In inglese si può trovare scritto come Kubrat, ma anche Kovrat o Houvrat. In greco è spesso trascritto come Χουβράτης, ma anche Κοβρᾶτος.

## Origini
Secondo il Nominalia dei khan bulgari, Kubrat (menzionato come Kuort') appartenne al clan Dulo che regnò per 60 anni, succedendo a Gostun del clan Ermi. Alcuni storici ritengono che sua madre provenisse dalla stirpe proto-bulgara Ermi, poiché il suo zio materno e reggente, il khan Organa,ne faceva parte. Il padre invece, aparteneva al clan Dulo.
Teofane Confessore lo descrisse come "il re degli Unni Onogunduri"; Il patriarca Niceforo I lo definì "signore degli Onogunduri" e "sovrano degli Onogunduri–Bulgari". Giovanni di Nikiu, nelle sue cronache, lo menziona come "capo degli Unni". Gli studiosi moderni lo identificano in vari modi: D. Hupchick come "Onogur", P. Golden come "Oguro-Bulgaro", H.J. Kim come "Bulgaro Unno o Unno Bulgaro". Secondo quest'ultimo, gli Onogunduri/Onoguri erano parte integrante della confederazione bulgara.
I Proto-bulgari furono coinvolti nella confederazione unna nel V secolo. Alla morte di Attila, le tribù che avrebbero successivamente formato il nucleo proto-bulgaro si ritirarono verso est, stabilendosi  nelle steppe comprese tra il Mar Nero e il Mar Caspio. Le tribù bulgare occidentali si unirono al Khanato degli Avari, mentre quelle orientali finirono sotto l'influenza del Khanato turco occidentale entro la fine del VI secolo.

## Biografia
Le principali fonti relative alla Grande Bulgaria e alla figura di Kubrat sono le cronache bizantine di Teofane Confessore (Cronaca) e del Patriarca di Costantinopoli Niceforo I (Opuscula historica), le quali si basano a loro volta su testimonianze più antiche.
L'anno esatto della nascita di Kubrat non è noto, ma si presume sia avvenuto intorno al 605, mentre la sua morte è collocata nel 665. Il "Nominalia dei khan bulgari" afferma che Kubrat regnò per sessant'anni, sebbene questa durata possa riferirsi alla sua vita piuttosto che al regno. Alcuni studiosi ipotizzano la sua morte nel 642, ma più recentemente si è giunti al consenso che avvenne tra il 663 e il 668, come confermato anche dalla Grande Enciclopedia Bulgara del 2012. Secondo alcuni studiosi bulgari, come Božidar Dimitrov, Kubrat fondò la Grande Bulgaria nel 632.
Egli venne riconosciuto dal khan di Sibir come primo sovrano degli Onoguri, e sotto il regno di figlio Bajan i territori proto-bulgari si estesero dal Danubio fino al Volga.
Kubrat trascorse la sua prima infanzia nel palazzo imperiale bizantino a Costantinopoli. Come narra lo storico bizantino del VII secolo Giovanni di Nikiu:
("The Chronicle of John, Bishop of Nikiu". Translated by Robert Charles. London: Williams and Norgate. 1916.)
Kubrat giunse a Costantinopoli nel 619 come ostaggio, e lì ricevette il battesimo cristiano. Durante la sua assenza, il comando della tribù degli Onogunduri fu assunto dallo zio materno Organa (noto anche come Organ o Ornag), in qualità di reggente, fino a quando Kubrat fosse divenuto adulto. Non è chiaro se Kubrat fosse ancora un bambino o già un giovane adulto durante il suo soggiorno nella capitale bizantina. La data esatta dell'evento resta incerta, ma probabilmente coincise con il regno dell'imperatore Eraclio I (r. 610–641). La conversione sua o di Organa al cristianesimo è collocata intorno al 619 d.C. Sembra che il giovane sovrano fosse già coinvolto nella coalizione preordinata, avviata da Eraclio I o da Organa, contro l'alleanza sasanide-avara. Questa strategia rientrava in un più ampio piano di Eraclio per stringere alleanze con i popoli della steppa, al fine di difendere Costantinopoli. Secondo Niceforo I, nel 635 Kubrat - definito "sovrano degli Onogunduri-Bulgari" - si ribellò con successo agli Avari e concluse un trattato con Eraclio". Questo evento segnò la nascita dello Stato della Grande Bulgaria (Magna Bulgaria). Uno dei primi atti di governo di Kubrat fu proprio la stipula della pace con l'Impero bizantino, per la quale cultura nutriva profonda ammirazione. 

### Grande Bulgaria
Nel 604, il potente Khaganato turco si scisse in due entità: una orientale e una occidentale. Le terre abitate dai Proto-bulgari, situate a nord e a est del Mar Nero, rimasero sotto il controllo del Khaganato turco occidentale, governato dai Khagan del clan turco Ashina.
Nel 628, gli Unogunduri e gli Utiguri - due delle tre principali tribù proto-bulgare, insieme ai Kutriguri - si sollevarono contro il dominio turco sotto la guida di Mohodu Kheu (che alcuni identificano con Organa). Mohodu Kheu salì al trono del Khaganato con il nome di Sibir/Šibir Khan, noto anche come Tukiy Khan, appellativo che in lingua proto-bulgara significava che nacque o assunse il potere nell'anno del cavallo. Nello stesso anno, Kubrat fu investito (o ssunse) la guida dei Proto-bulgari nelle regioni occidentali del Khaganato. Il conflitto si concluse nel 632 con la morte di Šibir Khan. Kubrat ne approfitto per separare i territori proto-bulgari dal Khaganato, dando così origine alla Grande Bulgaria Antica. S. A consolidare questa nuova entità statale contribuì anche il rifiuto di Kubrat di riconoscere la sovranità del Khaganato degli Avari, stabilito a occidente. La Grande Bulgaria raggiunse il suo apice, riuscendo a contrastare efficacemente sia i turchi occidentali, che avanzavano da est, sia il Khaganato degli Avari, che governava a ovest della Grande Bulgaria.
La seconda guerra affrontata da Kubrat fu contro il Califfato arabo, sotto il terzo califfo ʿUthmān b. ʿAffān. Nel 648 un esercito arabo di circa 20.000 uomini attraversò il passo di Derbent nella parte orientale del Grande Caucaso, invadendo le terre dei Barsili, allora integrati nella Grande Bulgaria. Gli arabi furono sconfitti e costretti alla ritirata a sud del Caucaso. 
Ad eccezione di questi due conflitti esterni, la prima metà del regno di Kubrat fu sengata da una politica estera pacifica. A sud, i rapporti con Bisanzio - in particolare con Eraclio I - furono mantenuti solidi. I due stati conclusero un trattato di alleanza nel 634, che rifletteva il sostegno imperiale alla giovane Bulgaria e il desiderio bulgaro di evitare espansioni aggressive.
A ovest e a nord la situazione era tranquilla. A est i Cazari, vassalli del Khaganato turco occidentale, erano impegnati  attivamente in conflitti interni e non costruivano una minaccia diretta. In segno di rispetto e amicizia, l’Imperatore bizantino conferì a Kubrat il titolo onorifico di patrizio.
Nella seconda metà degli anni '40 del VII secolo, emersero nuove tensioni geopolitiche. L'impero cinese dei Tang lanciò una massiccia offensiva nell'Asia centrale. Nel 647 cadde Samarcanda, nel 651 Bukhara. Il Khanato turco occidentale crollò nel 653. La conseguenza fu la fuga di massa dell'élite dei turchi occidentali e dei resti dei loro eserciti (circa 40.000 persone) verso le terre cazare, tra i fiumi Emba e Volga, e oltre il Volga, fino alle attuali regioni della Calmucchia, Astrachan' e Daghestan settentrionale. In quelle zone, nel 650, fu fondato il Khanato di Khazaria, guidato dai Khagan turchi del clan Ašina.

### Morte e eredità
Kubrat, secondo la maggior parte degli studiosi, morì intorno al 665. Secondo le cronache di Teofane Confessore e di Niceforo I di Costantinopoli, il sovrano morì "durante gli anni di Costantino, che regnava in Occidente“ - riferendosi probabilmente all'imperatore Costante II, al potere tra il 641 e il 668, il quale trascorse gli ultimi anni del suo regno in Italia. I reperti rinvenuti a Mala Pereščepina, nell'odierna Ucraina, associati alla morte di Kubrat, suggeriscono una data di morte attorno al 650. Kubrat venne sepolto a Poltava, il cui nome in bulgaro significa “Capo dei Bulgari”; il suo tumulo fu scavato nel 1912. 
Secondo Niceforo I, Kubrat raccomandò ai suoi cinque figli - Batbajan, Kotrag, Asparuch, e altri due non menzionati (ritenuti Kuber e Alcek) - di non separarsi e di mantenere l’unione, affinché l’armonia tra loro garantisse prosperità. Tuttavia, questa fragile coalizione tribale si disgregò ben presto, sia per le tensioni interne sia per la crescente pressione militare dei Cazari provenienti da est.
Dopo la morte di Kubrat, Batbajan (chiamato anche Bezmer o Bezmes Bajan) ereditò il regno, ma ben presto gli altri fratelli presero il comando di fazioni secessioniste: 
- Kotrag, a capo di alcune tribù, si spostò verso la confluenza del Kama e del Volga, dove fondò lo stato della Bulgaria del Volga.
- Asparuch guidò gli Unogunduri oltre il delta del Danubio, dove pose le basi del Primo Impero Bulgaro.
- Kuber, con circa 100.000 seguaci, si stabilì inizialmente in Pannonia cercando un accordo con gli Avari; dopo trattative fallite (670–675), si trasferì in Macedonia centrale, dove si fuse con le popolazioni proto-bulgare già presenti dal VI secolo.
- Alcek si stabilì in Italia settentrionale intorno al 669, e in seguito i suoi Proto-bulgari si insediarono nel Ducato di Benevento, nell’Italia meridionale.[18]

## Valutazione storiografica
Kubrat è universalmente riconosciuto come una delle figure chiave della storia bulgara, non solo per il ruolo politico e militare, ma soprattutto per iaver compiuto l'unificazione delle tribù proto-bulgare in una confederazione nota come Grande Bulgaria. La sua leadership rappresentò il primo impuslo concreto verso una sovranità duratura, che trovò poi piena manifestazione nella nascita di due entità statali fondamentali: il Primo impero bulgaro e la Bulgaria del Volga. 
Questa unificazione ebbe però vita breve: alla morte di Kubrat, le tensioni interne e le pressioni esterne, in particolare dai Cazari, portaarono rapidamente alla frammentazione. Tuttavia, questo non riflette una debolezza personale del sovrano, bensì è espressione delle dinamiche sociali tipiche dei Proto-bulgari dell'epoca. Come accadeva per molti popoli nomadi e cavalieri delle steppe euasiatiche, l'identità tribale e il senso di appartenenza familiare prevalevano sulla concezione di uno Stato centralizzato e unificato.

## Nella cultura
- Kubrat Knoll, un picco roccioso alto 140 metri situato sull'isola Livingston nelle isole Shetland Meridionali, in Antartide, porta il nome da Kubrat.[20]
- Kubrat è stato rappresentato sul grande schermo dall'attore bulgaro Vasil Mihajlov nel film epico storico  Asparuch (1981), diretto da Ludmil Staikov.[21] Il film, suddiviso in tre parti, esplora l’epopea fondativa del Primo Impero Bulgaro, offrendo un ritratto cinematografico intenso e profondamente identitario.